# Desmoncus orthacanthos
Desmoncus orthacanthos är en enhjärtbladig växtart som beskrevs av Carl Friedrich Philipp von Martius. Desmoncus orthacanthos ingår i släktet Desmoncus och familjen Arecaceae. Inga underarter finns listade i Catalogue of Life.

## Bildgalleri

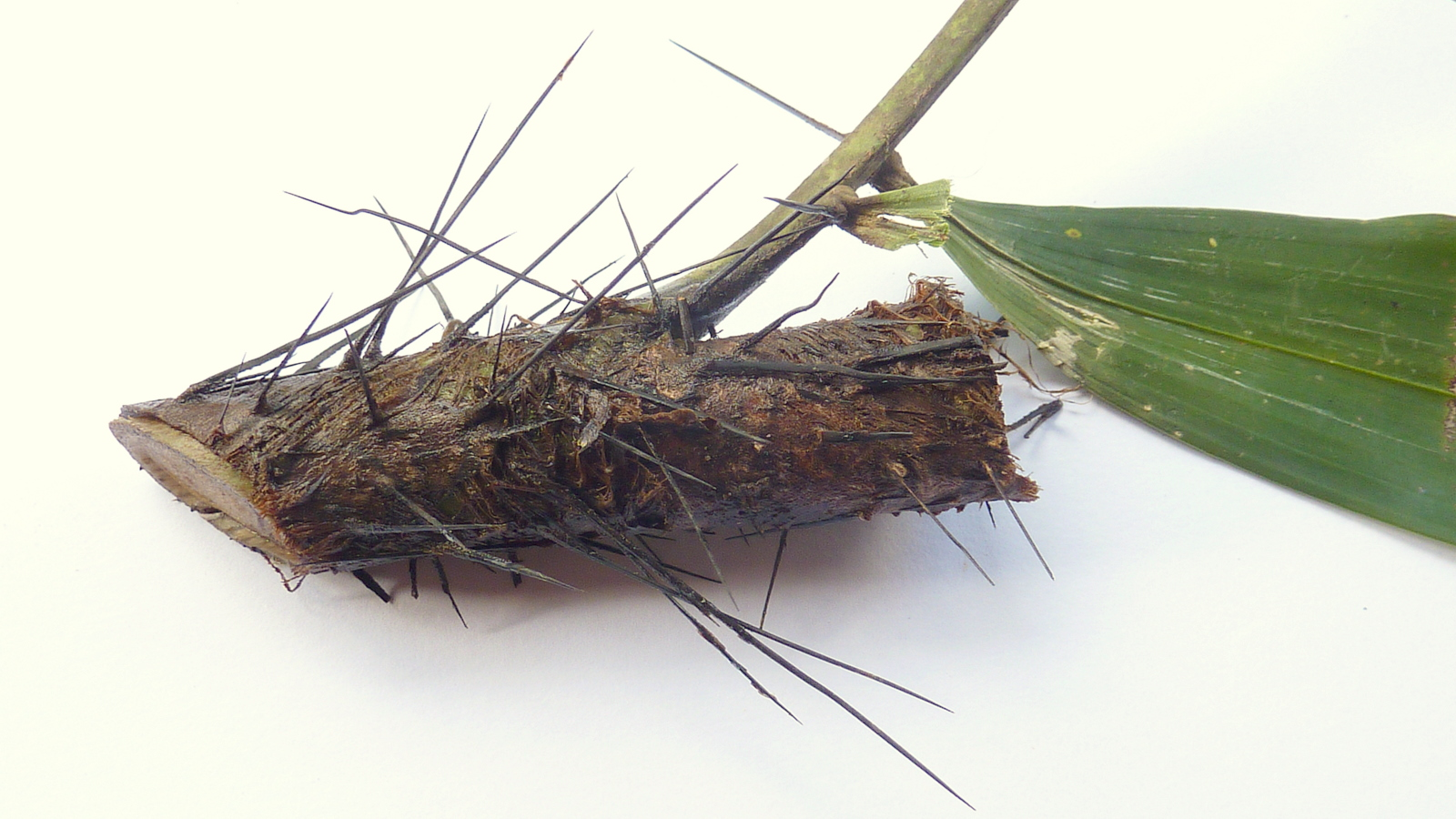